# سوزی اند د بنشیز
سوزی و بَنشی‌ها یا سوزی اند د بَنشیز (انگلیسی: Siouxsie and the Banshees) گروه موسیقی راک انگلیسی بود که سال ۱۹۷۶ توسط سوزی سو (خواننده) و استیون سورین (بِیسیست) در لندن بنیان گذاشته شد. گروه ابتدا با سبک پانک راک شناخته می‌شد اما خیلی زود به سمت نوعی پست‌پانک سرشار از آواها و ریتم‌های تجربی تغییر مسیر داد و تکامل یافت. روزنامه تایمز از این گروه به‌عنوان یکی از بی‌پرواترین و پیش‌بینی‌ناپذیرترین گروه‌های موسیقی پست-پانک نام برده است.
سوزی اند د بنشیز با انتشار آلبوم «جوجو» در سال ۱۹۸۱، سهمی عمده در ظهور سبک گوتیک راک داشت. این گروه سال ۱۹۹۶ ازهم‌پاشید؛ دو تن از اعضا (سوزی و باجی) گروه کریچرز (the Creatures) را تأسیس کردند و آنجا به فعالیت ادامه دادند.